# 동쪽 서쪽
동쪽 서쪽(Est-Ouest, East-West)은 스페인에서 제작된 레지스 와그니어 감독의 1999년 영화이다. 알렉 멘쉬코브 등이 주연으로 출연하였다.

## 출연

### 주연
- 알렉 멘쉬코브
- 상드린 보네르

### 조연
- 까뜨린느 드뇌브
- 세르게이 보드로프 주니어
- 에르완 바이나우드
- 그리고리 마누코브
- 타티아나 도길레바
- 보그단 스텁카
- 메글레나 카라람보바
- 아타나소브 아타나소브
- 발렌틴 가네프
- 니콜라이 비네브
- 르네 페레
- 허버트 세인트 머커리
- 프랑소와 카론
- 마리아 베르디
- 이반 사보브
- 유리 야코브레브
- 말린 크러스테프
- 이반 페트로브
- 카린 야보로브
- 미하일 가니브
- 플라멘 매너시에브
- 맥심 겐체브
- 에밀 마코브
- 발렌틴 타네브

## 제작진
- 프로듀서: 이브 마리온
- 미술: 알렉세이 레브첸코
- 미술: 블라디미르 스벳토자로브
- 세트: 로시트라 바케바
- 세트: 스베트라나 필락토바
- 세트: 장-필립 레베르돗
- 세트: 츠베타나 얀코바
- 의상: 피에르-이베스 게이로드
- 배역: 제라르 모우레브리에르